# Bathytoshia centroura
Bathytoshia centroura es una especie de raya de la familia Dasyatidae, con poblaciones separadas en las aguas costeras del noroeste, este y suroeste del océano Atlántico. Esta especie viven en el fondo, por lo general habita en zonas arenosas o fangosas con parches de la cobertura de invertebrados, a una profundidad de 15-50 m (49-160 pies). Es estacionalmente migratorias, invernantes en aguas exteriores. 

## Distribución y hábitat

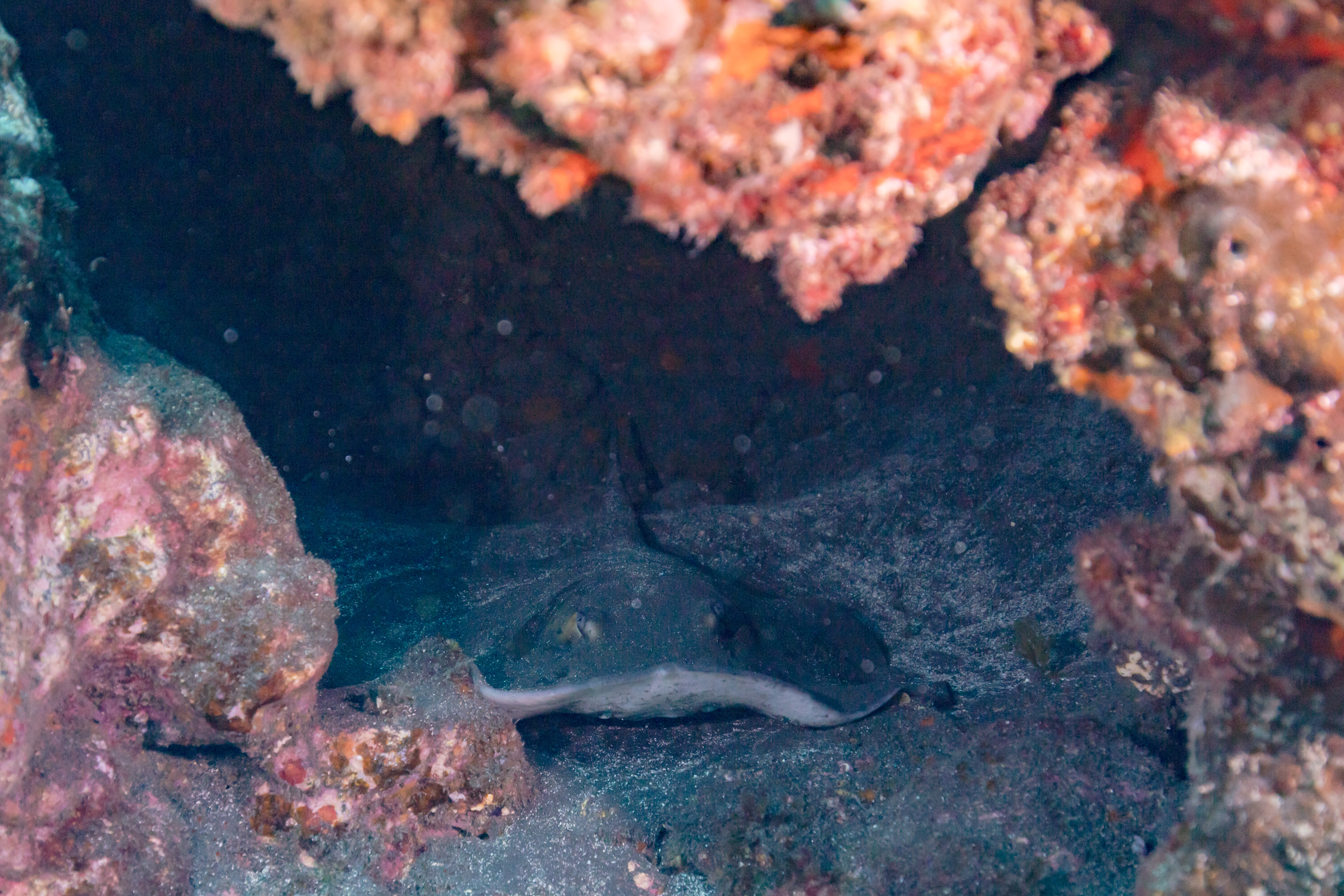
Ejemplar en Tenerife (España).

Está distribuida en las aguas costeras del Océano Atlántico. se encuentra desde el Banco Georges frente a Nueva Inglaterra al sur de la Florida, las Bahamas y el noreste del Golfo de México, también hay informes dispersos desde Venezuela hasta Argentina. se encuentra desde el sur del Golfo de Vizcaya hasta Angola, incluyendo el mar Mediterráneo, Madeira y las Islas Canarias.